# Bundesbaublatt
Das Bundesbaublatt (Eigenschreibweise: BundesBauBlatt) ist eine Fachzeitschrift für die Immobilien- und Wohnungswirtschaft in Deutschland. Die Zeitschrift ist das einzige vom Bundesministerium für Umwelt, Naturschutz, Bau und Reaktorsicherheit herausgegebene Fachmagazin in Deutschland. Die Themenschwerpunkte des monatlich erscheinenden Magazins liegen auf den Bereichen Städtebau und Stadtentwicklung, Bestandsbewirtschaftung, Bautechnik und Rechtsprechung. Das Bundesbaublatt erscheint im Bauverlag BV, einem Unternehmen der Mediengruppe Docu Group.

## Inhalt
Neben den Themenschwerpunkten beinhaltet die Zeitschrift aktuelle Beiträge zur Bauphysik und Bautechnik im Neubau sowie in der Sanierung und Modernisierung, zur Wohnungs- und Baupolitik sowie einen Produkt-Teil. Exklusiver Inhalt in der Rubrik Rechtsprechung ist die Veröffentlichung von aktuellen Urteilen des Bundesgerichtshofes und des Bundesverwaltungsgerichts aus dem Bereich Wohnungswesen – aufbereitet und kommentiert von Fachleuten aus dem Bundesministerium für Umwelt, Naturschutz, Bau und Reaktorsicherheit.

## Leser
Die Leser sind Wohnungsbauträger, Wohnungsunternehmen, Haus- und Grundstücksverwaltungen, Behörden, Architektur- und Bauingenieurbüros und Investoren.